# Yagua (Yagua)
Pour les articles homonymes, voir Yagua.
Yagua est la capitale de la paroisse civile de Yagua de la municipalité de Guacara dans l'État de Carabobo au Venezuela.